# Monsters University
Monsters University er en amerikansk animationsfilm fra 2013. Filmen er en fortsættelse til Monsters Inc., men der er dog tale om forhistorie til den første film.

## Handling
Tekst mangler, hjælp os med at skrive teksten

## Roller
| Rolle                   | Original stemme | Dansk stemme         |
| ----------------------- | --------------- | -------------------- |
| Mike                    | Billy Crystal   | Donald Andersen      |
| Sullivan                | John Goodman    | Peter Aude           |
| Randalf/Randy           | Steve Buscemi   | Jens Jacob Tychsen   |
| Dekan/Dean Hardscrabble | Helen Mirren    | Kirsten Olesen       |
| Snuske/Squishy          | Peter Sohn      | Teit Samsø Clausen   |
| Don                     | Joel Murray     | Kim Brandt           |
| Terri                   | Sean Hayes      | Peter Lund Madsen    |
| Tori/Terry              | Dave Foley      | Anders Lund Madsen   |
| Art                     | Charlie Day     | Pelle Emil Hebsgaard |
| Professor Knight        | Alfred Molina   | Steen Springborg     |
| Johnny                  | Nathan Fillion  | Kim Ace Nielsen      |
| Jess/Chet               | Bobby Moynihan  | Max-Emil Nissen      |

## Produktion
Tekst mangler, hjælp os med at skrive teksten

## Modtagelse
Tekst mangler, hjælp os med at skrive teksten